# イガール・アミル

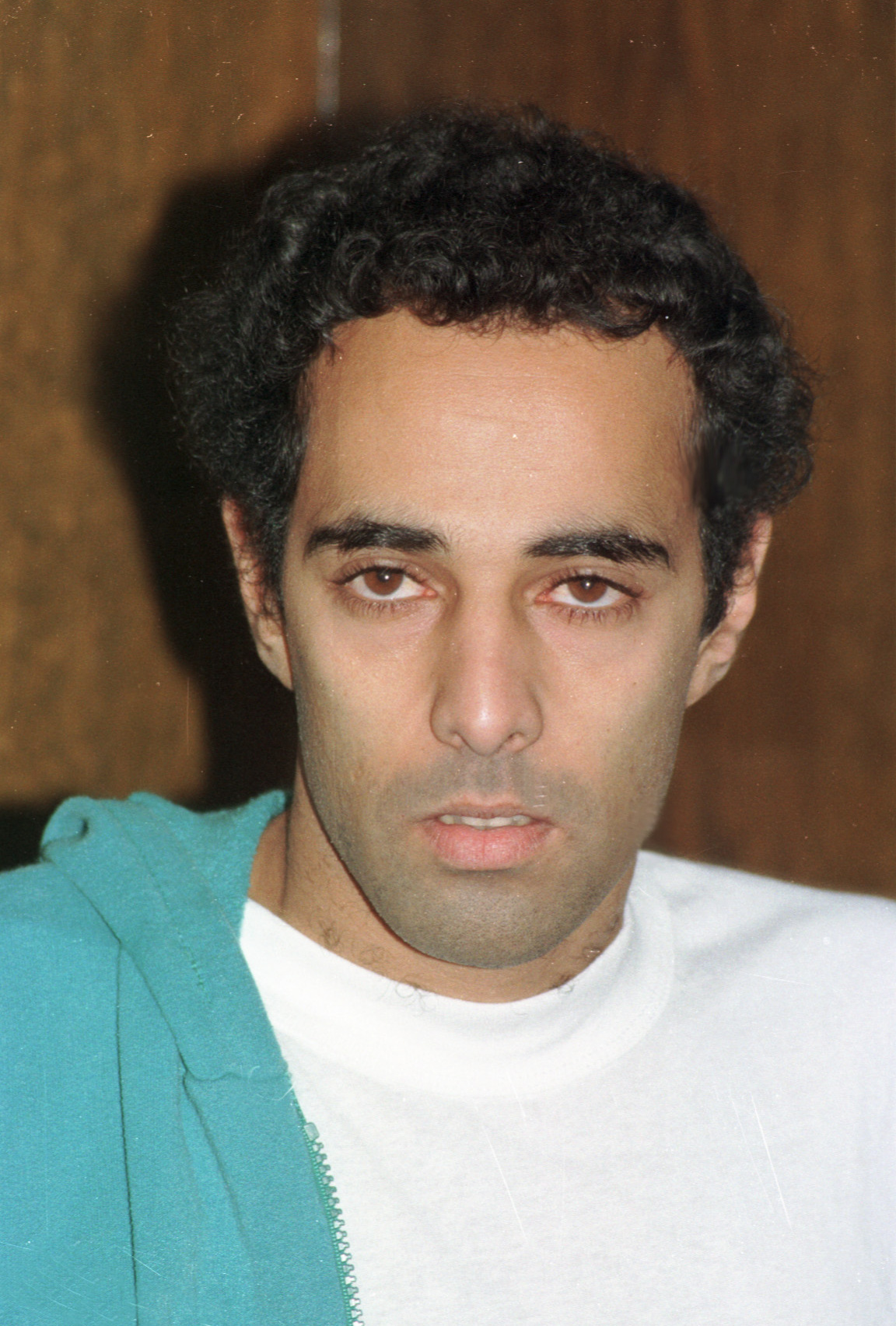

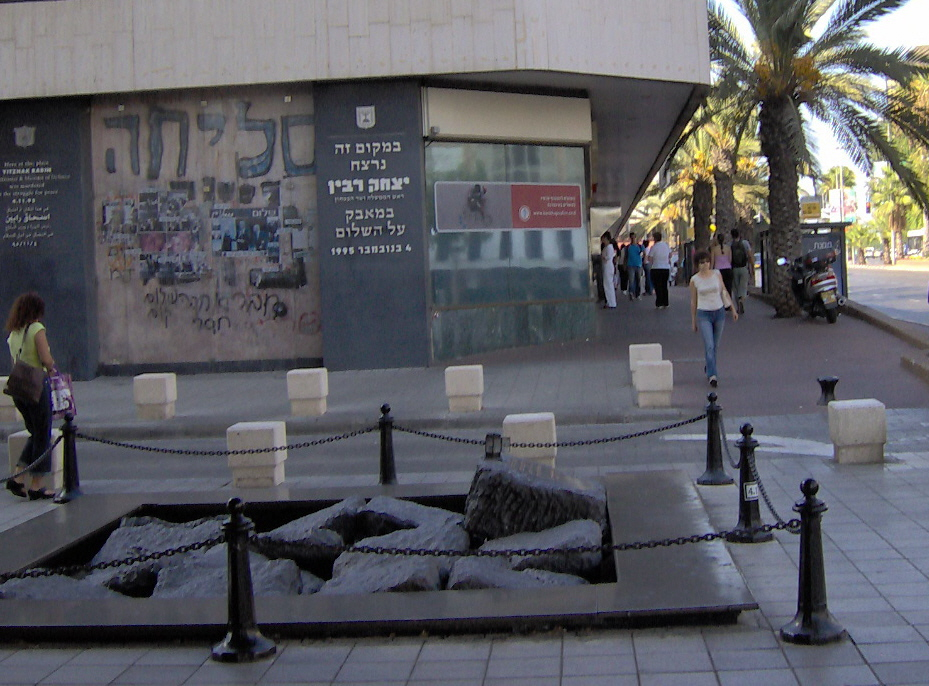
イツハク・ラビン首相を暗殺した現場（イブン・ガビーロールストリート）

イガール・アミル（ヘブライ語: יגאל עמיר、英: Yigal Amir、1970年5月23日 - ）は、イスラエルのイツハク・ラビン首相（当時）の暗殺犯。
ヘルツリヤのイエメン・ユダヤ人の家庭に生まれる。
正統派ユダヤ教徒だった。
ハレディームの小学校に通い、イェシヴァを経てイスラエル空軍に入った。
バル・イラン大学で法学とコンピュータ科学を学ぶ傍ら、極右学生のサークルに入ってオスロ合意に抗議。
1995年11月4日にラビン首相を射殺し、現行犯で逮捕された。
ラビン首相死去の報に接するとアミルはただ「満足だ」と言った。
アミルはラビン首相殺害の理由について公判で「神の律法によれば、ユダヤ人の土地を敵に渡してしまう者は殺すべきことになっている」と語った（なお、ユダヤ人がユダヤ人を殺すことは、ハラハーでは禁じられている）。
終身刑が宣告され現在はアヴァロン刑務所で服役中である。
2004年8月に獄中でロシア移民女性のLarisa Trembovlerと結婚したことが話題になった。